# Doomed from Day One
Doomed from Day One ist eine 2010 gegründete Deathcore-Band aus dem englischen Guildford.

## Geschichte
2010 gründeten die fünf Musiker Jamie Elsey (Schlagzeug), Eifion Sweet (Bass), Charlie Frederick (Gitarre), Charlie Griffiths (Gitarre) und Sean Scott (Gesang) die Band. Am 25. April 2011 erschien die EP The Wasted World, welche von vielen Magazinen weltweit, darunter der Metal Hammer, Kerrang!, Rock Sound, Dead Press und diversen anderen Magazinen. An dieser EP arbeitete unter anderem von Andy Hayball, welcher an dem 2010 erschienenen Album der Band Bring Me the Horizon (There Is A Hell, Believe Me I've Seen It. There Is A Heaven, Let's Keep It A Secret) mitwirkte. Es wurde in The Ranch aufgenommen. Am 14. November 2011 wurde eine Zweitauflage der EP veröffentlicht.
Auf dem Guilfest, einem dreitägigen Festival, spielte die Gruppe sonntags auf der „Surrey Advertiser Stage“. Bekannte Gruppen und Sänger, die im selben Jahr auftraten sind James Blunt, Pendulum (DJ Set), Gallows, Funeral for a Friend, Skindred und Razorlight. Die Gruppe spielte bereits mit Annotations of an Autopsy, Ingested, Malefice und Silent Screams. Im Januar 2012 spielt die Gruppe 7 Konzerte in Großbritannien, darunter in London, Southampton und in Winchester.
Im September 2013 unterzeichnete die Gruppe einen Vertrag mit der Plattenfirma Ghost Music, bei der auch Silent Screams unter Vertrag stehen. Die Gruppe kündigte zu dem die Veröffentlichung einer weiteren EP an. Diese heißt Nine Fingers und wurde am 21. Oktober 2013 offiziell veröffentlicht. Seit 2015 gibt es von der Band kein Lebenszeichen mehr.

## Musikstil
Der Musikstil wird von Bands wie The Black Dahlia Murder, Despised Icon, Parkway Drive, Between the Buried and Me und The Faceless beeinflusst.

## Diskografie
- 2011: The Wasted World (Neuveröffentlichung am 14. November 2011, erschienen als CD und Download)
- 2013: Nine Fingers (Ghost Music)